# Mark von Wietersheim
Mark Bertold Hans August von Wietersheim (ur. 25 października 1897 w Nowym Lądzie, w powiecie lwóweckim, zm. 1969) – niemiecki posiadacz ziemski, polityk (NSDAP) i starosta (landrat) powiatu lwóweckiego.

## Życiorys
Mark von Wietersheim był synem Waltera von Wietersheim (1863-1919), urzędnika państwowego i posiadacza majątku Nowy Ląd (dzisiaj część Niwnic). Jego młodszym bratem był późniejszy Generalleutnant Wend von Wietersheim (1900–1975).
Wietersheim uczęszczał do roku 1914 do gimnazjum w Lubaniu i Brandenburgu. Po wybuchu I wojny światowej wstąpił do armii. Początkowo był porucznikiem w regimencie kirasjerów gwardii a potem lotnikiem-zwiadowcą przy pierwszym korpusie armii w oddziale lotników polowych nr 14. W 1918 r. dostał się do niewoli angielskiej. Został z niej zwolniony w 1919 r. i w tym samym roku opuścił armię. Podczas wojny został odznaczony Krzyżem Żelaznym I i II klasy.
W 1920 r. Wietersheim podjął studia prawnicze i ekonomiczne na Uniwersytecie Wrocławskim. W trakcie studiów zmienił kierunek na leśnictwo, które studiował w Eberswalde i we Fryburgu. W roku 1923 został pełnomocnikiem ds. gospodarki rolnej i leśnej w Nowym Lądzie, gdzie następnie żył jako właściciel dobra rycerskiego.
Wietersheim wstąpił w 1929 r. do NSDAP. Od marca do października 1933 r. był posłem do pruskiego landtagu. W wyborach 12 listopada 1933 r. z ramienia NSDAP kandydował do Reichstagu. Nie został jednak wybrany. W latach 1933–1945 był starostą powiatu lwóweckiego. Podczas II wojny światowej został powołany do Wehrmachtu.
W roku 1957 jako emerytowany starosta mieszkał we Friedrichsaue – przysiółku miasteczka Zierenberg w Hesji.